# Eristena
Eristena is een geslacht van vlinders van de familie van de grasmotten (Crambidae), uit de onderfamilie van de Acentropinae. De wetenschappelijke naam en de beschrijving van dit geslacht zijn voor het eerst gepubliceerd in 1896 door William Warren.

## Soorten
- Eristena albifurcalis (Hampson, 1906)
- Eristena araealis (Hampson, 1897)
- Eristena argentata Yoshiyasu, 1988
- Eristena auropunctalis (Hampson, 1903)
- Eristena bifurcalis (Pryer, 1877)
- Eristena brevisigna Chen, Song & Wu, 2006
- Eristena camptoteles (Hampson, 1906)
- Eristena chrysozonalis (Hampson, 1912)
- Eristena curvula Chen, Song & Wu, 2006
- Eristena endosaris (Meyrick, 1894)
- Eristena excisalis (Snellen, 1901)
- Eristena fulva Yoshiyasu, 1987
- Eristena fumibasale (Hampson, 1896)
- Eristena gregaria Yoshiyasu, 1984
- Eristena grisealis Rothschild, 1915
- Eristena longibursa Chen, Song & Wu, 2006
- Eristena lunaris You, Li & Wang, 2003
- Eristena lunularis You, Li & Wang, 2003
- Eristena mangalis Murphy, 1989
- Eristena marginalis (Rothschild, 1915)
- Eristena medexpansa You, Li & Wang, 2003
- Eristena melanotalis (Hampson, 1906)
- Eristena mesilauensis Mey, 2009
- Eristena minutale (Caradja, 1932)
- Eristena monika Mey, 2009
- Eristena murinalis Warren, 1896
- Eristena oligostigmalis Hampson, 1906
- Eristena ornata (Moore, 1885)
- Eristena orthoteles (Meyrick, 1894)
- Eristena parvalis (Moore, 1877)
- Eristena postalbalis (Hampson, 1893)
- Eristena pulchellale (Hampson, 1893)
- Eristena pumila Yoshiyasu, 1987
- Eristena samaritai Speidel, 2003
- Eristena shafferi Murphy, 1989
- Eristena straminealis Hampson, 1903
- Eristena syagrusalis (Walker, 1859)
- Eristena szechuanalis (Caradja, 1934)
- Eristena tanongchiti Yoshiyasu, 1984
- Eristena tenebrifera Hampson, 1917
- Eristena thalassalis Murphy, 1989
- Eristena tridentata Chen, Song & Wu, 2006